# Río Huaura
Der Río Huaura (im Oberlauf Río Chichas) ist ein ca. 152 km langer Zufluss des Pazifischen Ozeans im zentralen Westen von Peru nördlich der Hauptstadt Lima.

## Flusslauf
Der Río Huaura hat seinen Ursprung in dem etwa 4260 m hoch gelegenen Gletscherrandsee Laguna Rupahuay. Das Quellgebiet befindet sich an der Westflanke der Cordillera Raura, einem Gebirgszug der peruanischen Westkordillere. Der Río Huaura fließt anfangs 20 km nach Süden. Bei der Gemeinde Oyón mündet der Río Patón von links in den Fluss. Dieser wendet sich im Anschluss in Richtung Südsüdwest, später nach Südwesten. Bei Flusskilometer 109 liegt die Gemeinde Churín am linken Flussufer. Bei Flusskilometer 104 trifft der Río Checras von links, bei Flusskilometer 95 die Quebrada Huancoy von rechts auf den Río Huaura. Bei Flusskilometer 50, bei der Gemeinde Sayán, trifft der Río Chica von links auf den Fluss. Dieser wendet sich im Anschluss in Richtung Westnordwest. 5,5 km oberhalb der Mündung überquert die Panamericana den Río Huaura. Bei Flusskilometer 4 passiert der Fluss die am rechten Flussufer gelegene Stadt Huaura. 2 km südlich liegt die Stadt Hualmay, 3,5 km südlich die Großstadt Huacho. Der Río Huaura mündet schließlich nördlich der Kleinstadt Carquín ins Meer. Die Nationalstraße 18 folgt dem Flusslauf.

## Einzugsgebiet
Der Río Huaura entwässert ein Areal von 4334 km². Das Einzugsgebiet des Río Huaura erstreckt sich über die Provinzen Oyón und Huaura im Norden der Verwaltungsregion Lima. Es grenzt im Norden an die Einzugsgebiete von Río Supe und Río Pativilca, im Süden an das des Río Chancay. Jenseits der Westkordillere befindet sich das Einzugsgebiet des Río Mantaro. Der mittlere Abfluss liegt bei 25,3 m³/s. Im August liegt das Monatsmittel bei 11,3 m³/s, im März bei 59,3 m³/s.

## Wasserkraftnutzung und Bewässerung
In der Quellregion des Río Huaura befindet sich der Laguna Surasaca, der mit einem Damm versehen wurde. Am Oberlauf bei Flusskilometer 146 befindet sich ein Wehr (⊙) am Río Huaura.
An einem weiteren Wehr (⊙) bei Flusskilometer 138 bei Ucruschaca wird das Wasser über einen Kanal zu einem 3 km flussabwärts gelegenen Wasserkraftwerk (⊙) geführt.
Das Wasserkraftwerk Cheves (171 MW ⊙) befindet sich am linken Flussufer bei Flusskilometer 92. Es wird von einem Wehr am Río Huaura (⊙) bei Flusskilometer 106 sowie einem Wehr am Nebenfluss Río Checras, anderthalb Kilometer oberhalb dessen Mündung, über einen Tunnel mit Wasser versorgt.
Das Wasserkraftwerk Yarucaya (17,4 MW ⊙) befindet sich bei Flusskilometer 68 am linken Flussufer. Es wird von einem 6 km oberstrom gelegenen Wehr (⊙) mit Wasser versorgt. Knapp 5 Kilometer oberhalb diesem Wehr befindet sich ein weiterer Damm (⊙), der den Fluss zum 10 ha großen Ausgleichsbecken Picunche aufstaut.
Ein Wehr (⊙) befindet sich 2 km oberhalb von Sayán. Dort zweigt ein Bewässerungskanal am linken Flussufer ab. Dieser fließt an Sayán vorbei, überquert den Río Chica und verläuft anschließend entlang bewässerter landwirtschaftlicher Anbauflächen am südlichen Flussufer des Río Huarua.